# Fairfax (Vermont)
Fairfax – miasto w Stanach Zjednoczonych, w stanie Vermont, w hrabstwie Franklin.